# Schwarzer Stein (Mekka)

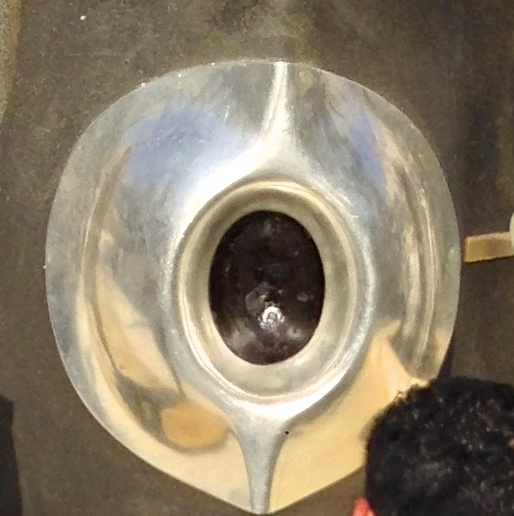
Schwarzer Stein (Aufnahme 2013)

Der Schwarze Stein (arabisch الحجر الأسود, DMG al-ḥaǧar al-aswad) ist ein Kultstein, der an der östlichen Ecke der Kaaba in Mekka eingemauert ist und den Anfangspunkt des Tawāf, der rituellen Umkreisung des Heiligtums, markiert. Er wird bei den einzelnen Umkreisungen des Gebäudes durch Küssen, Berühren oder Zeigen mit der Hand verehrt. Verschiedene islamische Überlieferungen schreiben dem Stein eine übernatürliche Herkunft zu.

## Lage, Größe und physische Beschaffenheit

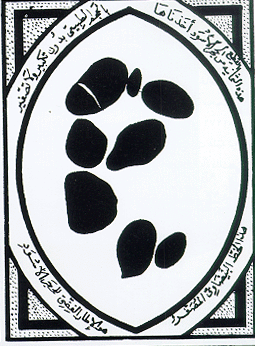
Zeichnung des Schwarzen Steins mit 8 Fragmenten (von Muhammad Tāhir al-Kurdī, 1956)

Der Schwarze Stein befindet sich an der östlichen Ecke der Kaaba, der sogenannten „Schwarzen Ecke“ (ar-rukn al-aswad), links von ihrer Tür. Er ist auf einer Höhe von etwa 1,5 Meter über dem Boden in die Mauer eingelassen. Seine Grundfärbung ist rötlich-schwarz. In mehrere kleinere Fragmente zerbrochen, wird er heute durch Zement und eine Silbereinfassung zusammengehalten. Die Fläche innerhalb der Silbereinfassung beträgt 20 × 15 cm. 1825 umfasste der Stein insgesamt 15 Einzelstücke. Heute sind nur noch acht kleinere Stücke sichtbar. Das größte Fragment hat die Größe einer Dattel.
Die Herkunft und die physikalische Beschaffenheit des Schwarzen Steins sind nicht bekannt; bisher wurde er nicht wissenschaftlich untersucht. Diskutiert wird die Möglichkeit, dass er der Rest eines Meteoriten ist. Daneben gibt es auch Vermutungen, es könnte sich um einen Tektiten oder Achat handeln.

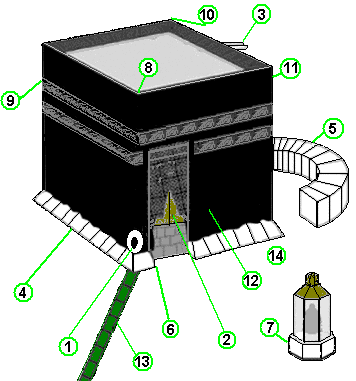
Schema der Kaaba – (1) Schwarzer Stein
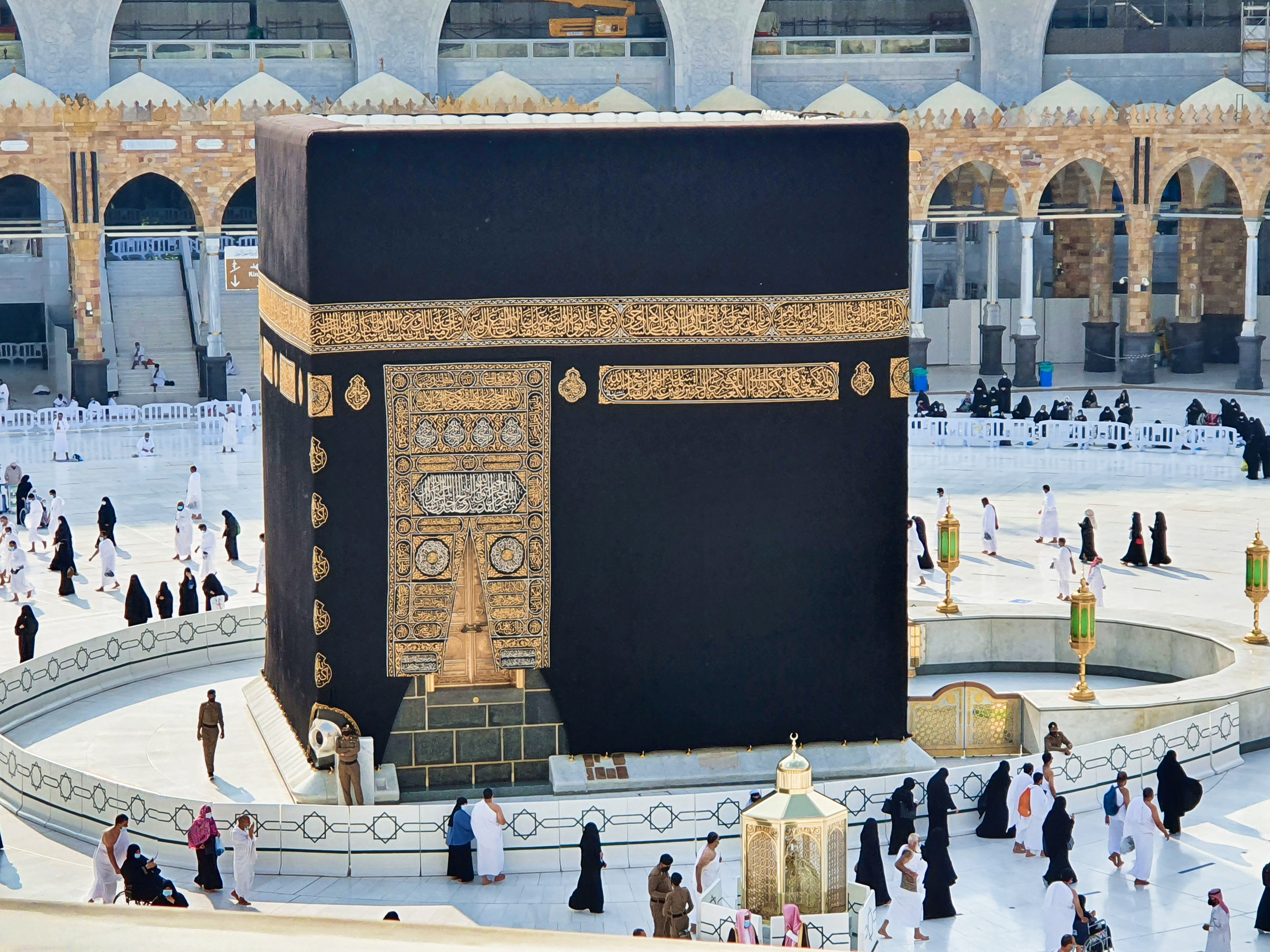
Blick auf die Schwarze Ecke
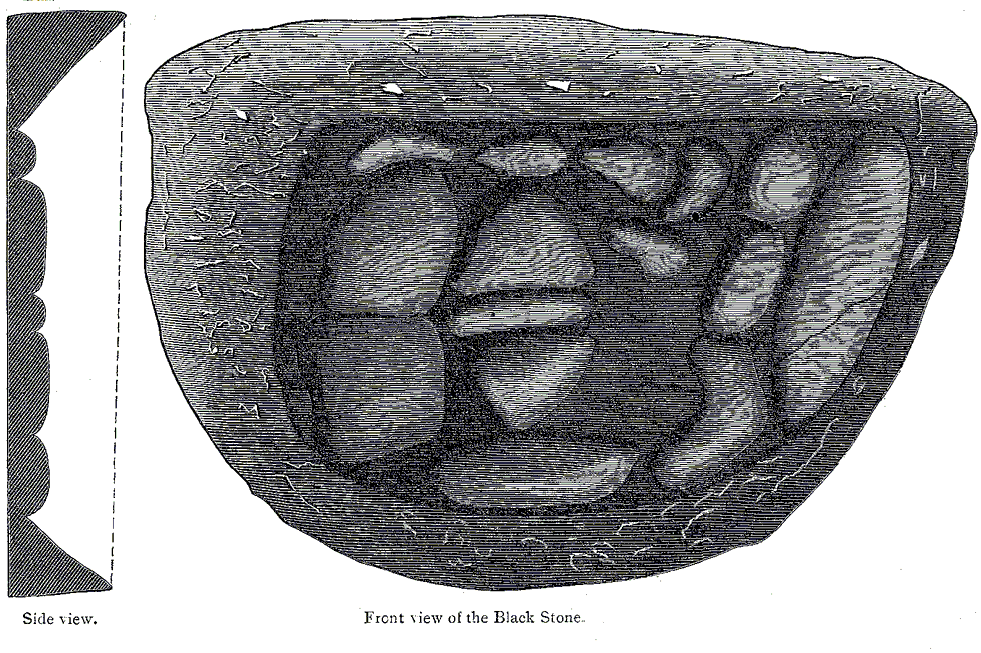
Ansicht des Schwarzen Steins mit 15 Fragmenten (1894 in W. Muirs Life of Mahomet)

## Geschichte
Die Verehrung des Schwarzen Steins geht auf den altarabischen paganen Steinkult zurück. Im Zuge der Islamisierung dieses Rituals wurde dem Stein eine übernatürliche Herkunft zugeschrieben. Einige Prophetengefährten standen seiner Verehrung dagegen kritisch gegenüber, weil sie darin ein Relikt des altarabischen Heidentums sahen. So wird zum Beispiel von ʿUmar ibn al-Chattāb überliefert, dass er bei einem Mekka-Besuch den Stein zwar küsste, jedoch sagte: „Ich weiß, dass du ein Stein bist und weder nützen noch schaden kannst. Hätte ich nicht gesehen, wie der Gottesgesandte dich küsste, hätte ich dich nicht geküsst.“
Während der Belagerung von Mekka im Oktober 683 wurde der Schwarze Stein von einem Katapultgeschoss getroffen und zerbrach in drei Stücke. Außerdem fing die Kaaba durch ein brennendes Geschoss Feuer, wodurch der Stein seine charakteristische schwarze Farbe erhalten haben soll. Nach dem Abzug der Belagerer ließ ʿAbdallāh ibn az-Zubair die Kaaba wieder aufbauen und bewahrte den Stein so lange in einer verschlossenen Truhe in seinem Haus auf. Als die Mauern bis zur Höhe, auf der der Schwarze Stein angebracht gewesen war, errichtet waren, fügte ʿAbdallāh ibn az-Zubair ihn selbst ein, wobei er die drei Teile von einer Silbereinfassung zusammenhalten ließ.
Im Jahre 931 wurde der Schwarze Stein von den ismailitischen Qarmaten herausgebrochen und nach Bahrain verschleppt; erst 951 kehrte er auf Vermittlung der ebenfalls ismailitischen Fatimiden und gegen ein hohes Lösegeld nach Mekka zurück. Es wird überliefert, dass man ihn mit Bändern aus Silber umwunden hatte, um die Risse zusammenzuhalten, die beim Herausbrechen entstanden waren, allerdings könnten die genannten Silberbänder auch mit der bereits von ʿAbdallāh ibn az-Zubair angebrachten Silbereinfassung identisch sein.
Am 8. März 1023 kam es während der Haddsch-Zeremonien nach dem Freitagsgebet erneut zu einem Angriff auf den Schwarzen Stein. Nachdem der Vorbeter das Gebet beendet hatte, erhob sich ein Pilger aus Ägypten mit einem Schwert in der einen und einer Keule in der anderen Hand, strebte zu dem Schwarzen Stein und führte gegen dessen sichtbare Seite drei Schläge mit der Keule aus. Dabei rief er: „Wie lange soll der Stein noch angebetet werden? Weder Mohammed noch ʿAlī ibn Abī Tālib können mich an dem hindern, was ich tun werde! Ich will dieses Haus zerstören und ihm ein Ende bereiten!“ Der Mann, wahrscheinlich ein Druse, wurde außerhalb des Heiligtums überwältigt und getötet. Am beschädigten Schwarzen Stein klebte man die drei abgesplitterten Stücke wieder an und übertünchte die Stelle mit Harzlack.
In der Sokollu-Mehmed-Pascha-Moschee, die von Mimar Sinan, dem Hofbaumeister des osmanischen Sultans Süleyman des Prächtigen für den Großwesir Sokollu Mehmed Pascha und seine Frau İsmihan Sultan um 1567 in Istanbul erbaut wurde, wurden vier Fragmente des Schwarzen Steins an verschiedenen Stellen an den Innenwänden der Moschee eingelassen.
Nach einem Bericht, der auf Anton Ritter von Laurin (1790–1869), den österreichischen Generalkonsul in Alexandria, zurückgeht, haben die Wahhabiten, nachdem sie 1803 Mekka eingenommen hatten, ebenfalls versucht, den Schwarzen Stein zu zertrümmern. Die Soldaten des ägyptischen Vizekönigs Muhammad Ali Pascha, die 1813 die Wahhabiten wieder aus der Heiligen Stadt vertrieben, sollen dies jedoch verhindert und den Stein anschließend neu eingefasst haben. Vier Bruchstücke des Steins, die sie sorgfältig aufbewahrt hatten, schickten sie mit einem Schreiben nach Ägypten. Eines davon war für den Vizekönig bestimmt, die anderen drei „für die Träger des Wortes Gottes durch den Propheten“. Anton von Laurin soll selbst das Bruchstück des Vizekönigs bei ihm gesehen haben. Die anderen Bruchstücke wurden an den osmanischen Sultan, den Schah von Persien und den Herrscher von Kabul verschickt.

## Auf den Schwarzen Stein bezogene rituelle Handlungen

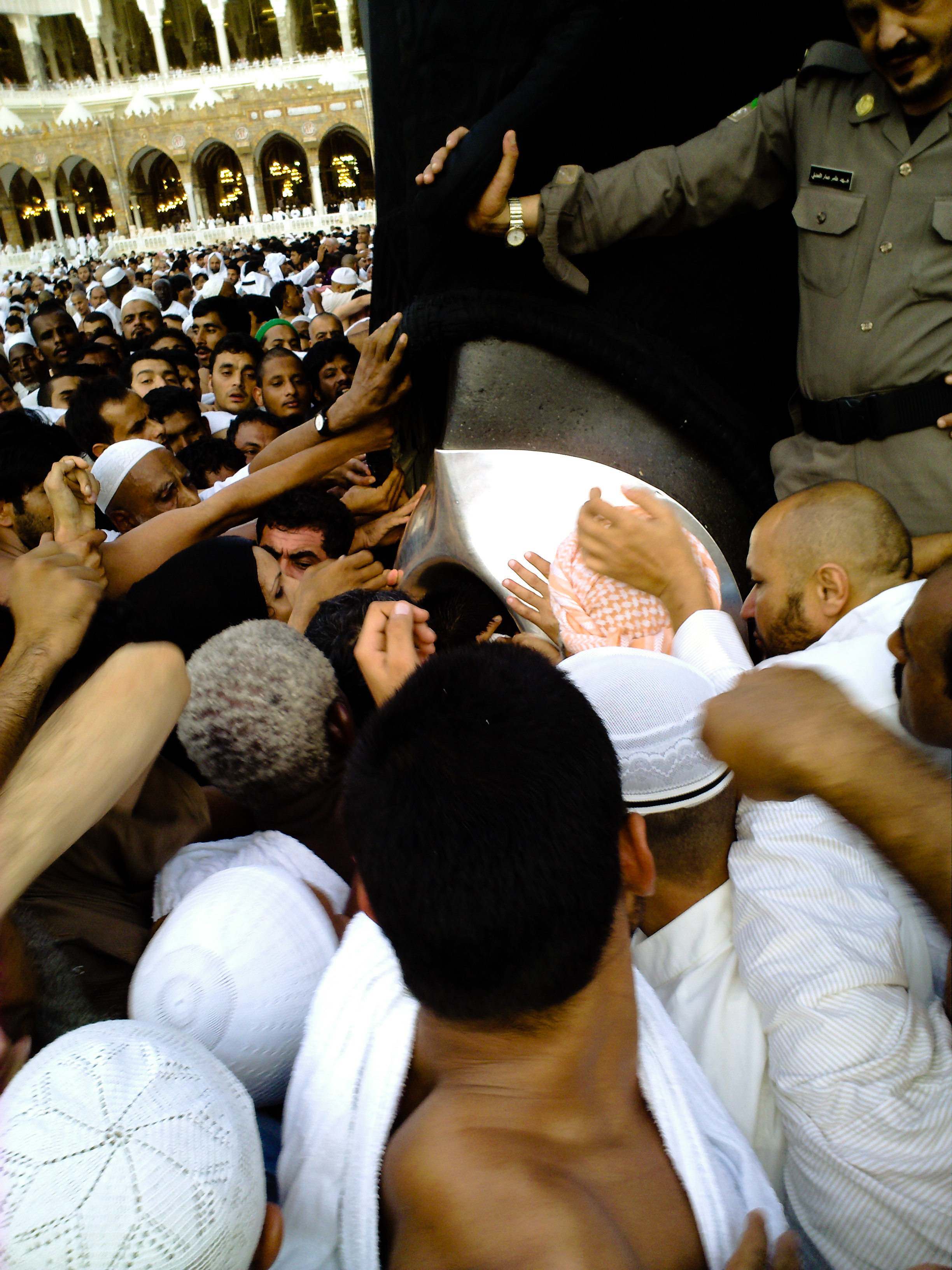
Muslimische Pilger, die sich um den Schwarzen Stein drängen, um ihn zu küssen oder mit der Hand zu berühren

In den Manāsik-Werken werden eine Anzahl von auf den Schwarzen Stein bezogenen Handlungen erwähnt, denen unterschiedliche Verpflichtungskategorien zugeordnet werden. Nach Ansicht der meisten hanafitischen Gelehrten gilt es als Sunna, dass man den Umlauf um die Kaaba beim Schwarzen Stein beginnt. Einige Gelehrte haben die Aufnahme des Umlaufs an dieser Stelle sogar als obligatorisch (farḍ oder wāǧib) eingeordnet. Wenn der Gläubige dem Schwarzen Stein gegenübersteht, soll er sich nach ihm ausrichten, die beiden Hände heben und den Takbīr ausrufen. Dies gilt zu Beginn der ersten Umkreisung als Sunna und bei den nachfolgenden Umkreisungen als „erwünscht“ (mustaḥabb).
Es gilt außerdem als Sunna, den Stein am Anfang oder Ende des Umlaufs zu berühren. Zwar wird von dem mekkanischen Gelehrten al-Fākihī (spätes 9. Jh.) die Aussage überliefert, dass das Berühren des Schwarzen Steins das Kennzeichen (šiʿār) des Tawāf sei, und der schiitische Imam ʿAlī ibn Husain Zain al-ʿĀbidīn soll gesagt haben, dass ohne Berührung des Schwarzen Stein ein Haddsch unvollständig sei, doch besteht unter den Rechtsgelehrten ein Konsens darüber, dass durch Unterlassung der Berührungshandlung keine Pflicht verletzt wird. Die Gelehrten aller vier sunnitischen Rechtsschulen betrachten es außerdem als erwünscht, vor Beginn des Laufs zwischen as-Safā und al-Marwa den Schwarzen Stein noch einmal zu berühren. Das Überstreichen des Schwarzen Steins kann auch losgelöst vom Umlauf um die Kaaba erfolgen. Es gilt als eine gottesdienstliche Handlung, mit der man sich Gott annähern und frühere Missetaten sühnen kann.
Das Küssen des Schwarzen Steins wird mit Verweis darauf, dass es durch Hadithe verbürgt ist, ebenfalls als Sunna eingeordnet. Einige Gelehrte halten es dagegen nur für erwünscht. Bei Hanafiten, Schafiiten und Hanbaliten gilt es als erwünscht, dass derjenige, der den Schwarzen Stein berührt, ihn drei Mal küsst und sein Gesicht und seine Stirn danach nach Art einer Prosternation auf den Schwarzen Stein legt, weil es eine Überlieferung gibt, wonach der Prophet so gehandelt hat, und der Prophetengefährte ʿAbdallāh ibn ʿAbbās diesen Ritus drei Mal hintereinander vollzogen haben soll. Mālik ibn Anas hielt diesen Brauch jedoch für eine unzulässige Neuerung. Wenn man den Schwarzen Stein nicht küssen, sondern ihn nur mit der Hand oder einem Gegenstand berühren kann, kann man ersatzweise hinterher seine Hand bzw. den Gegenstand küssen. Auch das Überstreichen des eigenen Gesichts mit der Hand, die den Stein berührt hat, gilt als erwünscht.
Wenn man den Schwarzen Stein auch nicht berühren kann, kann man ersatzweise auch mit der Hand oder einem Gegenstand auf ihn zeigen, weil es einen Hadith gibt, der besagt, dass der Prophet bei der Abschiedswallfahrt von einem Kamel aus mit einem Stab auf den Stein zeigte, wenn er den Tawāf um die Kaaba vollzog. Uneinigkeit besteht zwischen den Rechtsgelehrten, ob man in diesem Fall ebenfalls die Hand oder den betreffenden Gegenstand küssen soll oder nicht. Während Hanafiten und Schafiiten dies befürworten, lehnen Malikiten und Hanbaliten dies ab. Nicht erlaubt dagegen ist es, eine kussartige Bewegung in Richtung des Schwarzen Steins zu machen. Allgemein wird aber empfohlen, beim Küssen keine lauten Geräusche zu machen.
Frauen sollen den Schwarzen Stein nicht berühren oder küssen, wenn Gedränge herrscht, sondern höchstens dann, wenn der Platz um ihn herum leer ist. Allgemein gilt die Regel, dass man den Schwarzen Stein nicht berühren oder küssen soll, wenn das Gedränge zu groß ist und man sich oder andere dadurch schädigen würde. Heute befinden sich in der Nähe des Schwarzen Steins permanent Polizisten, die die Aufgabe haben, übermäßiges Gedränge sowie gewalttätige oder sexuelle Übergriffe zu verhindern.

## Islamische Überlieferungen und Legenden
Nach der islamischen Überlieferung wurde der Schwarze Stein schon am Anfang der Zeiten von Adam an der Kaaba angebracht. Nach einer Tradition, die al-Azraqī in seiner Geschichte Mekkas zitiert, stürzte Gott zunächst Adam auf die Erde hinunter, wobei er ihn am Ort der Kaaba landen ließ, und sandte dann den Schwarzen Stein zu ihm hinab. Zu dieser Zeit war der Stein noch so weiß, dass er strahlte. Adam nahm den Stein und brachte ihn an dem Gebäude an.
Nach anderen Überlieferungen befahl Gott Adam bei dessen Vertreibung aus dem Paradies, einen Edelstein mitzunehmen. Es soll sich um einen Saphir gehandelt haben, der weißer als Schnee war und in der Nacht hell leuchtete. Dieser sei dann von Adams Tränen über die von ihm begangene Sünde schwarz geworden. Andere Berichte besagen, der Stein habe durch die Berührung menstruierender Frauen und Menschen, die sich im Zustand der großen rituellen Unreinheit befanden, sowie durch die Berührung von Polytheisten schwarze Farbe angenommen. Um diesen Stein sollen die Menschen bis zur Sintflut den Umlauf vollzogen haben. Dann entrückte Gott den Stein wieder bis zur Entsendung Abrahams. Da der Schwarze Stein nach der islamischen Überlieferung ursprünglich auf Adam herabgesandt wurde, gilt er als Zeichen eines Vertrages zwischen Gott und den Menschen an jenem Ort.
Verschiedene im Namen von ʿAlī ibn Abī Tālib überlieferte Traditionen besagen, dass Abraham später den Stein von dem Engel Gabriel wieder erhalten habe. Eine dieser Überlieferungen besagt, dass Abraham bei der Errichtung der Kaaba seinem Sohn Ismael den Auftrag gab, einen Stein zu suchen, damit sich die Menschen an ihm ausrichten könnten. Ismael habe dann in den Bergen so lange gesucht, bis Gabriel gekommen sei und ihm den Schwarzen Stein gebracht habe. Gabriel soll ihm bei dieser Gelegenheit auch mitgeteilt haben, dass der Stein von Gott kommt.

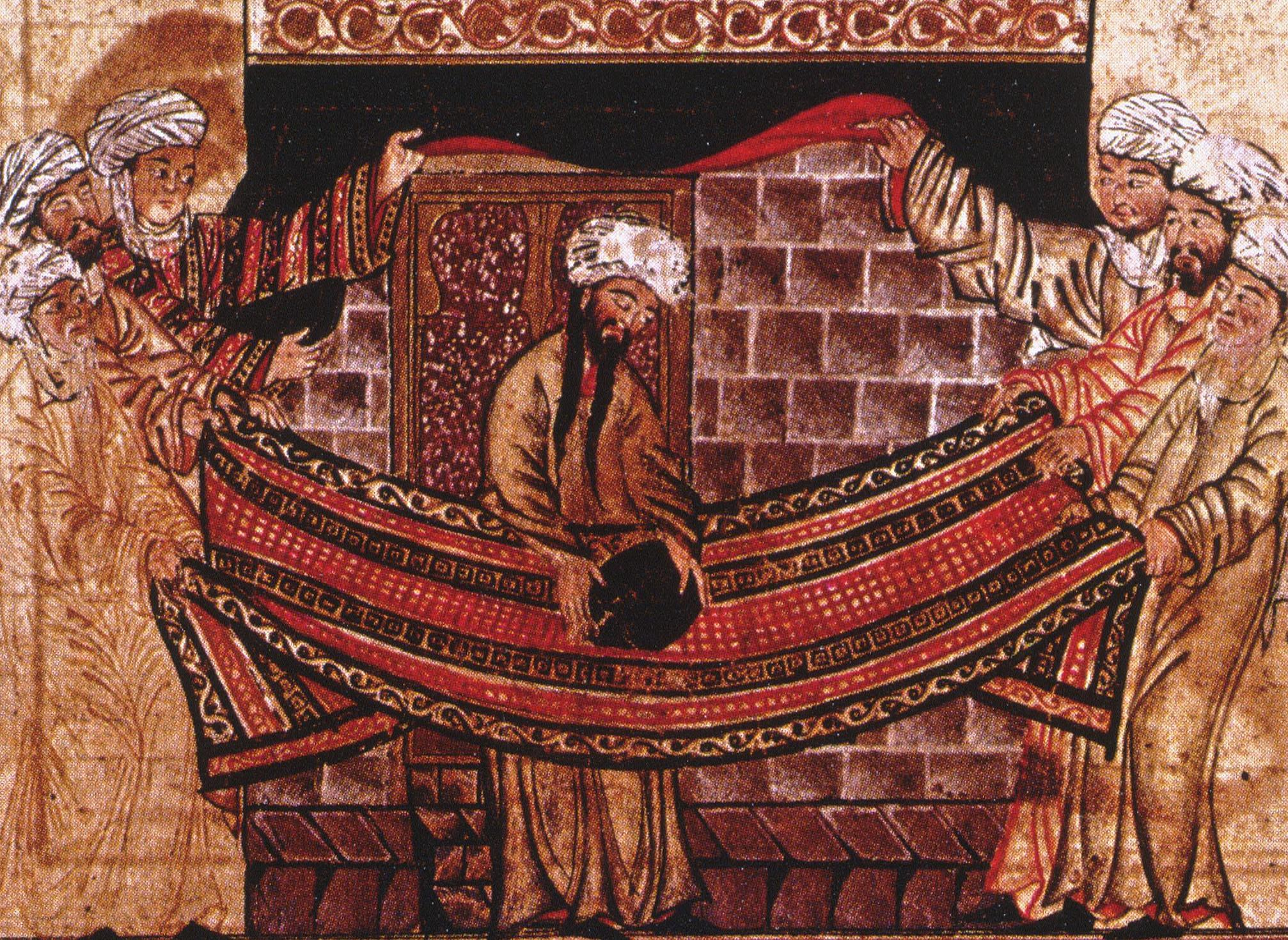
Mohammed bei der Schlichtung des Streits über den Schwarzen Stein, Handschrift des Dschāmiʿ at-tawārīch, ca. 1315

Als die Quraisch um die Wende zum 7. Jahrhundert die Kaaba neu errichteten, sollen vier Gruppen darüber gestritten haben, wem die Ehre zukommt, den Schwarzen Stein an seinen Platz zu legen. Man einigte sich schließlich darauf, dass der erste Mann, der durch das Tor des Heiligtums zu ihnen herantrete, ihn anbringen sollte. Der Erste, der kam, soll der Gottesgesandte Mohammed gewesen sein. Er bat sie daraufhin, ihm ein Tuch zu bringen. Mit eigener Hand legte er den Stein in dieses hinein und forderte dann eine jede Gruppe auf, jeweils das Tuch an einer Seite anzufassen und so den Stein an seinen Bestimmungsort zu bringen. Als sie ihn auf die richtige Höhe gehoben hatten, legte er selbst den Stein an seinen Platz. Diese Legende wird sowohl bei Ibn Ishāq als auch bei al-Azraqī angeführt.